# Eraguene
Eraguene (în arabă إراقن) este o comună din provincia Jijel, Algeria.
Populația comunei este de 2.532 de locuitori (2008).